# والنتین ماورودینانو
والنتین ماورودینانو (به انگلیسی: Valentin Mavrodineanu) ژیمناست زادهٔ ۳ ژوئیهٔ ۱۹۸۶ میلادی اهل کشور رومانی است.